# Xã Everts, Quận Otter Tail, Minnesota
Xã Everts (tiếng Anh: Everts Township) là một xã thuộc quận Otter Tail, tiểu bang Minnesota, Hoa Kỳ. Năm 2010, dân số của xã này là 658 người.